# Sgula
Sgula (hebrejsky סְגֻלָּה, v oficiálním přepisu do angličtiny Segulla, přepisováno též Segula) je vesnice typu mošav v Izraeli, v Jižním distriktu, v Oblastní radě Jo'av.

## Geografie
Leží v nadmořské výšce 100 metrů v pobřežní nížině, v regionu Šefela. Západně od obce probíhá vádí Nachal Guvrin.
Obec se nachází 19 kilometrů od břehu Středozemního moře, cca 45 kilometrů jižně od centra Tel Avivu, cca 45 kilometrů jihozápadně od historického jádra Jeruzalému a 6 kilometrů severně od města Kirjat Gat. Sgulu obývají Židé, přičemž osídlení v tomto regionu je etnicky převážně židovské.
Sgula je na dopravní síť napojena pomocí lokální silnice číslo 3553, jež západně od vesnice ústí do dálnice číslo 40. Východně od vesnice probíhá též železniční trať z Tel Avivu do Beerševy, která zde ale nemá stanici.

## Dějiny
Sgula byla založena v roce 1953. Novověké židovské osidlování tohoto regionu začalo po válce za nezávislost tedy po roce 1948, kdy oblast ovládla izraelská armáda. Tehdy také zanikla arabská vesnice Summil, jež stávala východně od nynější židovské vesnice.
Zakladatelem mošavu byli stoupenci hnutí me-ha-Ir le-kfar (מהעיר לכפר) - „Z města na vesnici“, kteří se zde usadili 19. května 1953. Většina obyvatel za prací dojíždí mimo obec, část se zabývá zemědělstvím (pěstování květin, ovoce, polních plodin a révy), dále tu fungují některé firmy. Vesnice prochází stavebním rozšířením. V obci funguje plavecký bazén, mateřská škola, společenské centrum, synagoga, obchod, restaurace a knihovna.
Název odkazuje na biblický citát z Knihy Exodus 19,5: „Nyní tedy, budete-li mě skutečně poslouchat a dodržovat mou smlouvu, budete mi zvláštním vlastnictvím jako žádný jiný lid, třebaže má je celá země“

## Demografie
Podle údajů z roku 2014 tvořili naprostou většinu obyvatel v Sgule Židé (včetně statistické kategorie "ostatní", která zahrnuje nearabské obyvatele židovského původu ale bez formální příslušnosti k židovskému náboženství).
Jde o menší obec vesnického typu s dlouhodobě rostoucí populací. K 31. prosinci 2014 zde žilo 711 lidí. Během roku 2014 populace stoupla o 8,5 %.
| Rok            | 1961 | 1972 | 1983 | 1995 | 2001 | 2003 | 2004 | 2005 | 2006 | 2007 | 2008 | 2009 | 2010 | 2011 | 2012 | 2013 | 2014 |
| -------------- | ---- | ---- | ---- | ---- | ---- | ---- | ---- | ---- | ---- | ---- | ---- | ---- | ---- | ---- | ---- | ---- | ---- |
| Počet obyvatel | 248  | 236  | 263  | 320  | 299  | 314  | 342  | 383  | 391  | 428  | 471  | 577  | 606  | 626  | 652  | 655  | 711  |